# Сарзо (Бретань)
Сарзо (фр. Sarzeau) — коммуна на северо-западе Франции, находится в регионе Бретань, департамент Морбиан, округ Ван, кантон Сене. Расположена в 21 км к югу от Вана, в 18 км от национальной автомагистрали N165.
Сарзо занимает центральную часть полуострова Рюи, южная часть которого омывается водами Бискайского залива, северная — залива Морбиан, а западная — бухты Киброн. Полуостров образует восточную часть «ворот» в залив Морбиан. Коммуна обладает протяженными песчаными пляжами и является популярным морским курортом.
Население (2019) — 8 791 человек.

## История
Территория нынешнего Сарзо была населена с периода неолита, о чем свидетельствуют несколько сохранившихся мегалитов. В период Античности и Раннего Средневековья здесь находился римский каструм, из которого римляне контролировали окрестные территории. В XIII—XV веках в Сарзо был построен шато Сюсиньо, ставший одной из любимых резиденций герцогов Бретани, приезжавших поохотиться в местных лесах.
С XIX века власти развивают Сарзо как морской курорт. В начале XX века через него до мыса Пор-Навало на западе полуострова Рюи проходила железная дорога, проигравшая конкуренцию автомобильному транспорту и закрытая вскоре после Второй мировой войны.
К коммуне Сарзо относятся многочисленные острова в заливе Морбиан, некоторые из них являются частной собственностью.

## Достопримечательности
- Замок Сусиньо ― бывшая резиденция герцогов Бретонских.
- Шато Керлевенан XVIII века.
- Шато Трюка XVIII века.
- Часовня Нотр-Дам-де-ла-Кот XIX века на мысе Панвен.
- Церковь Святого Сатурнена XVII века.
- Вилла Коэтиюэль начала XX века в стиле эклектика, частная собственность.
- Менгир Кермайяр.

## Экономика
Структура занятости населения:
- сельское хозяйство — 1,1 %
- промышленность — 5,0 %
- строительство — 6,1 %
- торговля, транспорт и сфера услуг — 55,5 %
- государственные и муниципальные службы — 29,3 %

Уровень безработицы (2018) — 14,9 % (Франция в целом —  13,4 %, департамент Морбиан — 12,1 %). 

Среднегодовой доход на 1 человека, евро (2018) — 24 840 (Франция в целом — 21 730, департамент Морбиан — 21 830).

## Демография
Динамика численности населения, чел.

## Администрация
Пост мэра Сарзо с 2021 года занимает Жан-Марк Дюпейра (Jean-Marc Dupeyrat). На муниципальных выборах 2021 года победил правый блок во главе с действовавшим мэром Давид Лапартьян (David Lappartient), член Совета департамента Морбиан от кантона Сене, получивший в 1-м туре 69,67 % голосов. 1 июля 2021 года Лапартьян был избран президентом Совета департамента Морбиан и ушел в отставку с поста мэра Сарзо. Его сменил Жан-Марк Дюпейра, занимавший ранее пост вице-мэра.
| Период | Период | Фамилия          | Партия                                  | Примечания |
| ------ | ------ | ---------------- | --------------------------------------- | --- |
| 1961   | 1965   | Пьер Ле Соммер   |                                         | |
| 1965   | 1971   | Симон Уден       |                                         | |
| 1971   | 1987   | Робер Эбс        | Разные правые                           | инженер в сельском хозяйстве                                                                                                  |
| 1987   | 1989   | Луи Ле Френ      |                                         | учитель, затем директор колледжа                                                                                              |
| 1989   | 2001   | Ив Борью         | Разные правые                           | референт, член Генерального совета департамента                                                                               |
| 2001   | 2008   | Анри Бенеа       | Разные правые                           | руководитель предприятия, член Генерального совета департамента                                                               |
| 2008   | 2021   | Давид Лапартьян  | Союз за народное движение Республиканцы | геодезист, член Генерального совета, президент Совета департамента, президент Международного союза велосипедистов с 2017 года |
| 2021   |        | Жан-Марк Дюпейра |                                         | |

## Знаменитые уроженцы
- Артур III (1393—1458), герцог Бретани, коннетабль Франции
- Ален Рене Лесаж (1668—1747), сатирик и романист, автор плутовского романа «Жиль Блас».
- Жозеф Лекиньо (1755—1814), политический и военный деятель, революционер, депутат Конвента

## Галерея

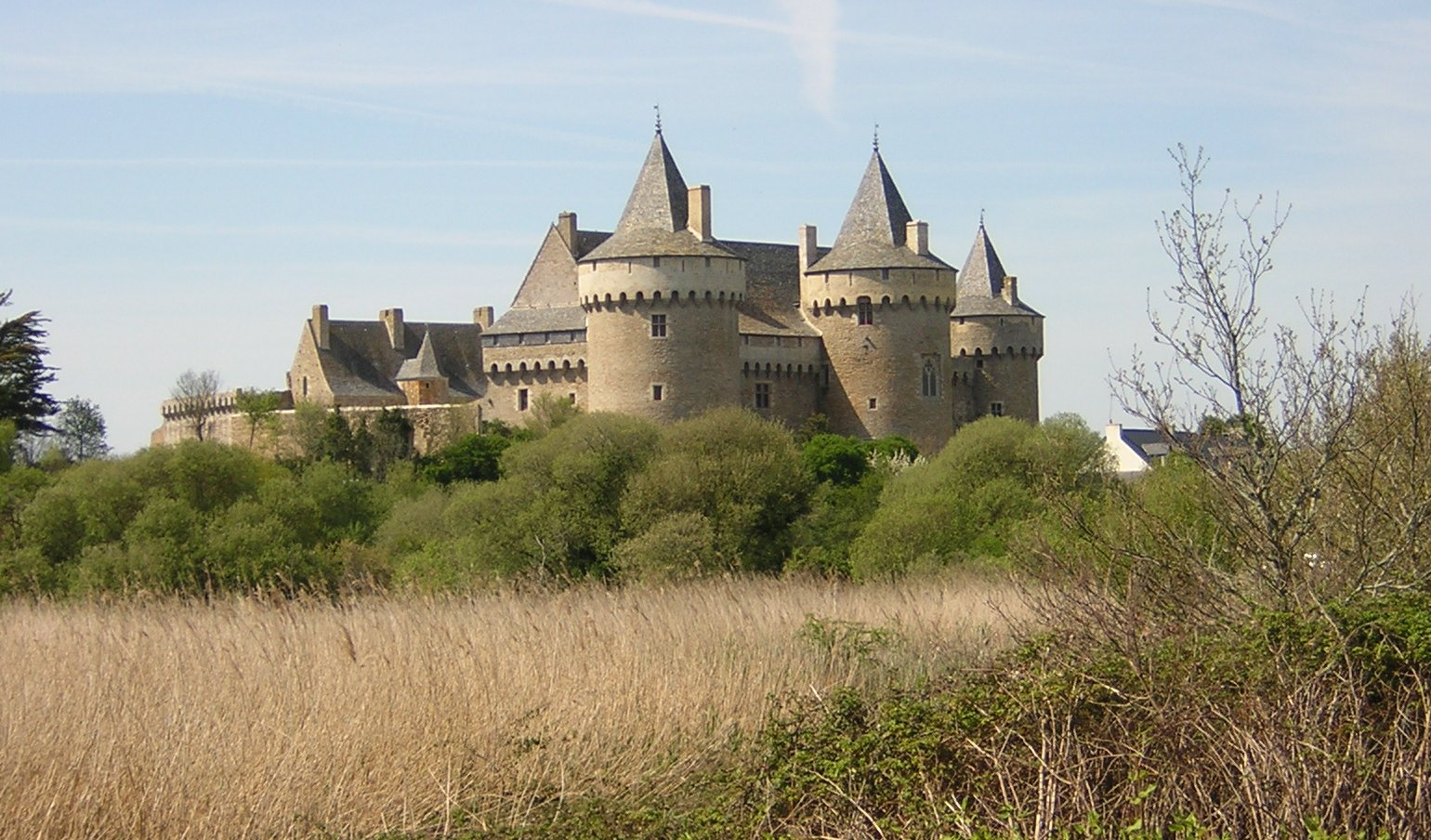
Шато Сюсиньо
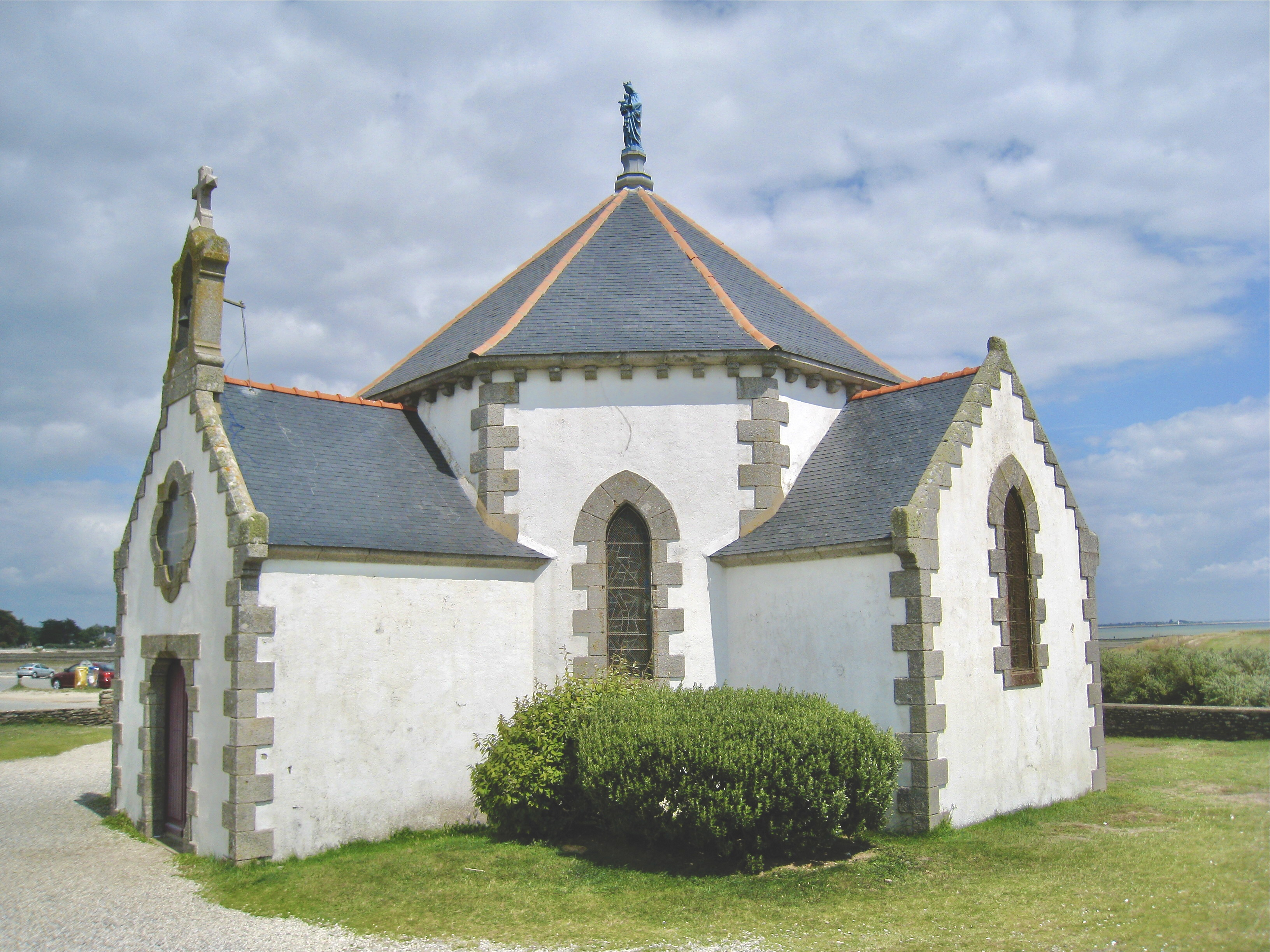
Часовня Нотр-Дам-де-ла-Кот
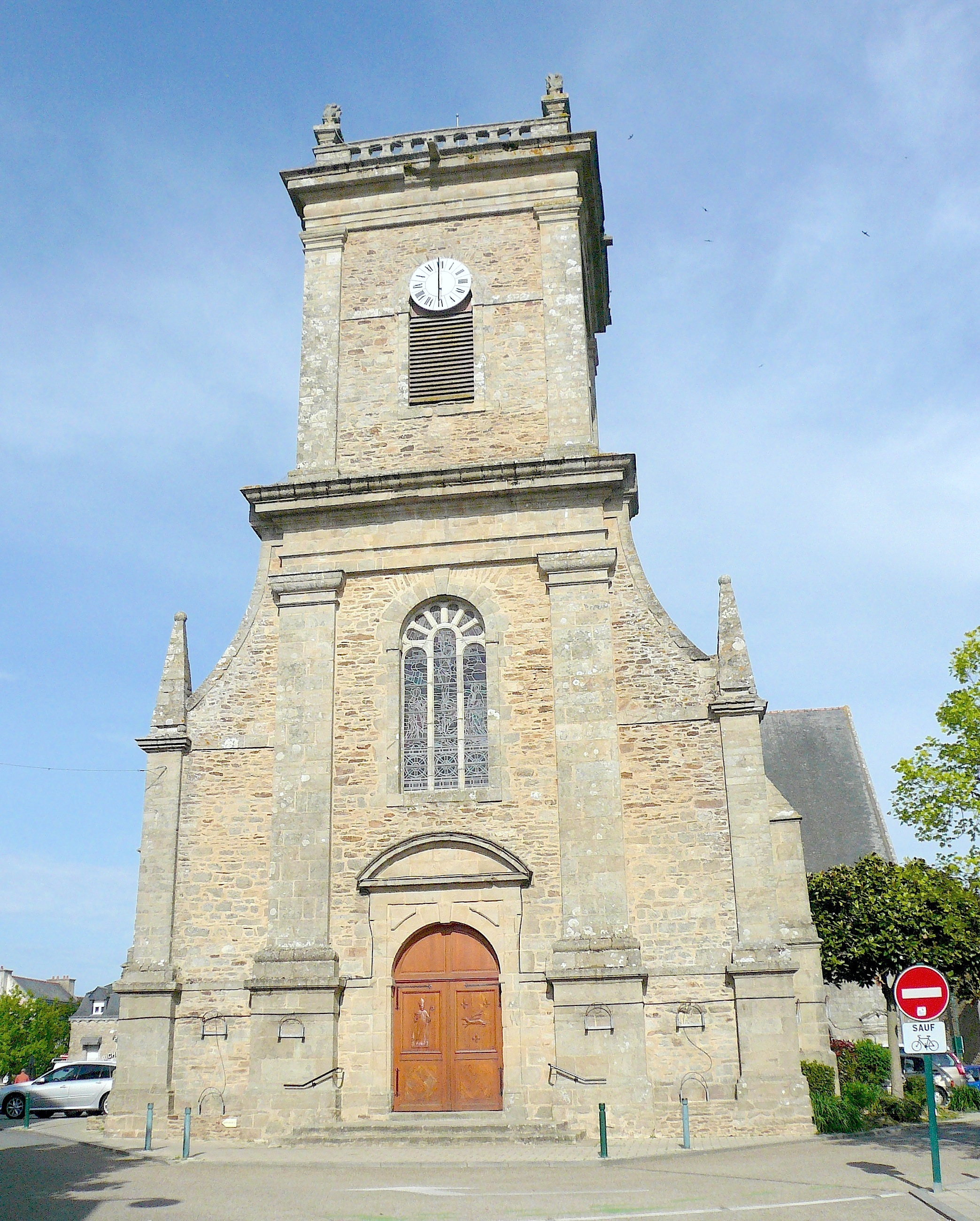
Церковь Святого Сатурнена
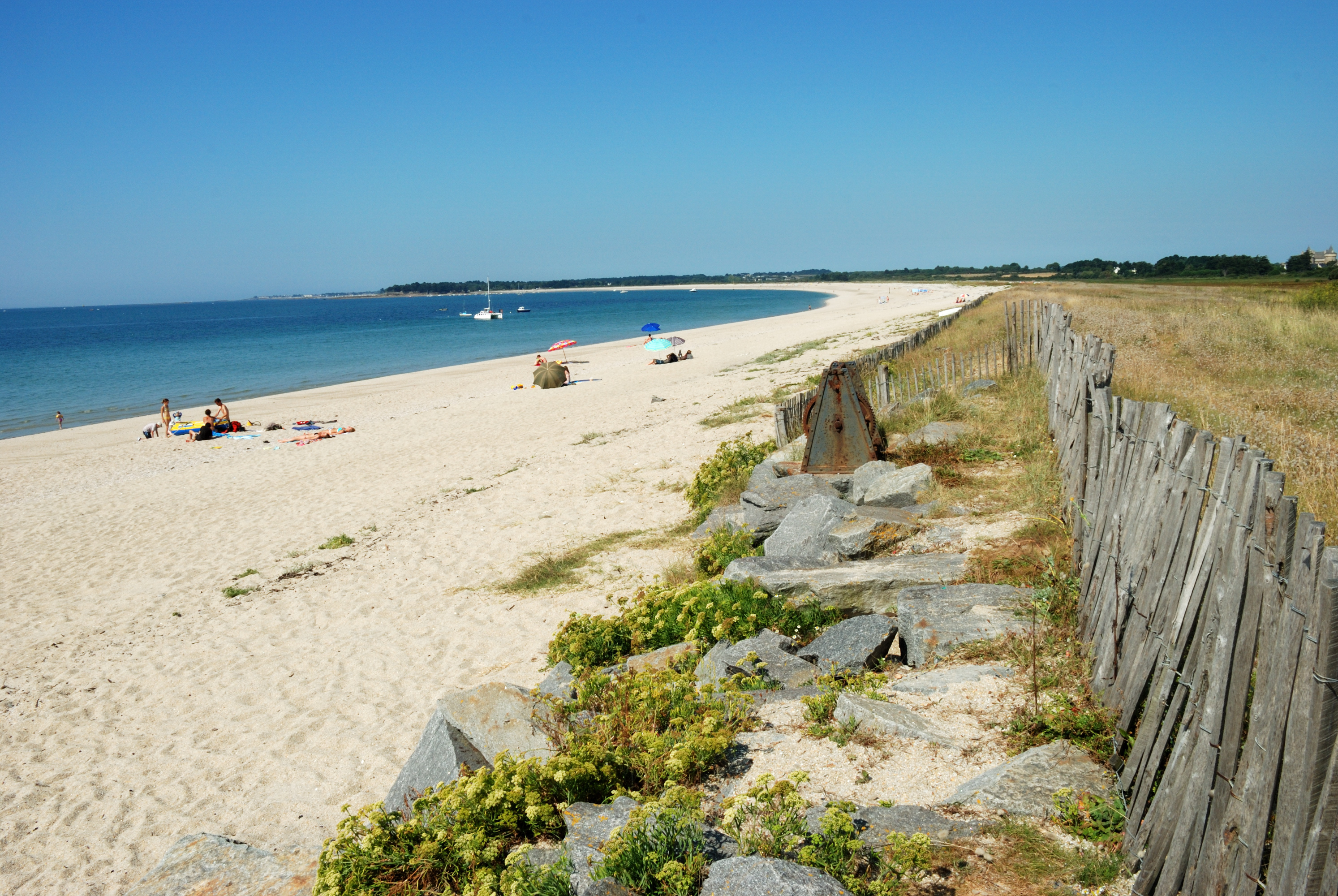
Пляж Пенвенс
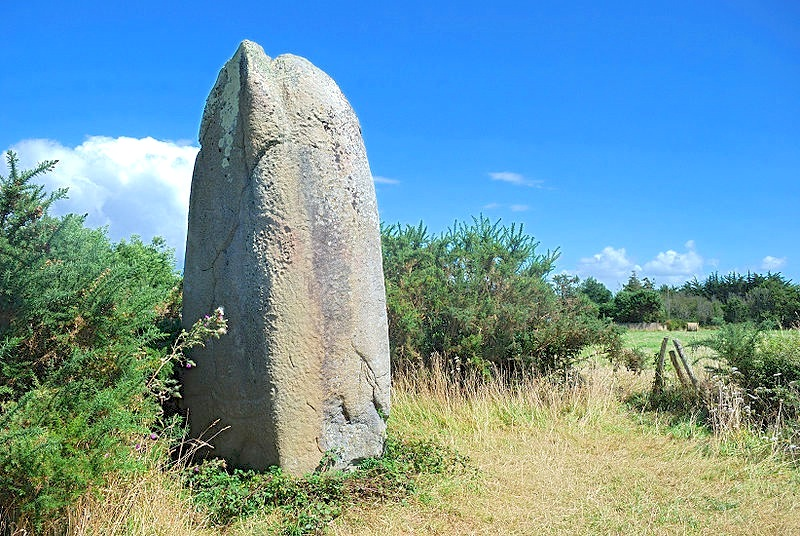
Менгир Кермайяр
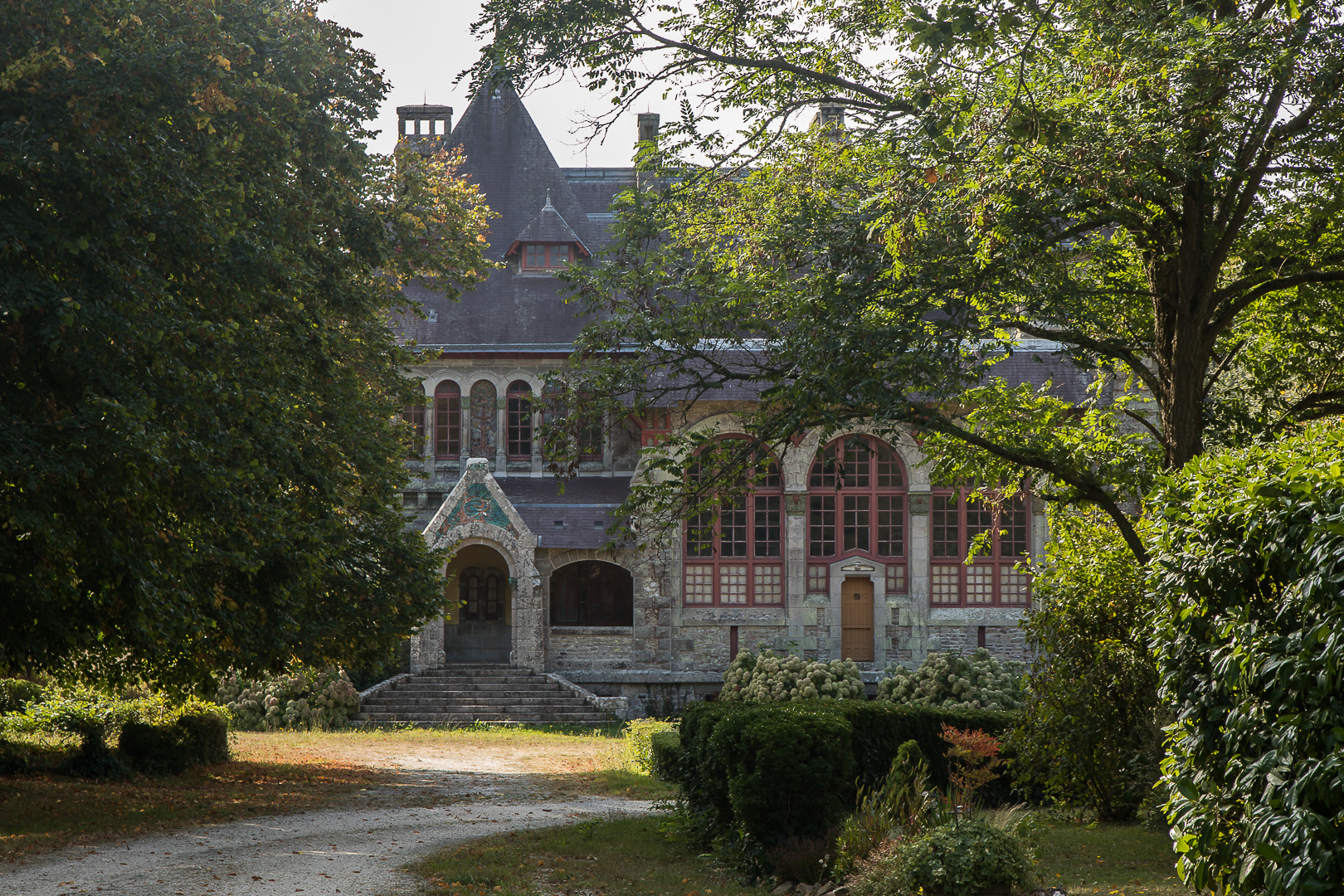
Вилла Коэтиюэль
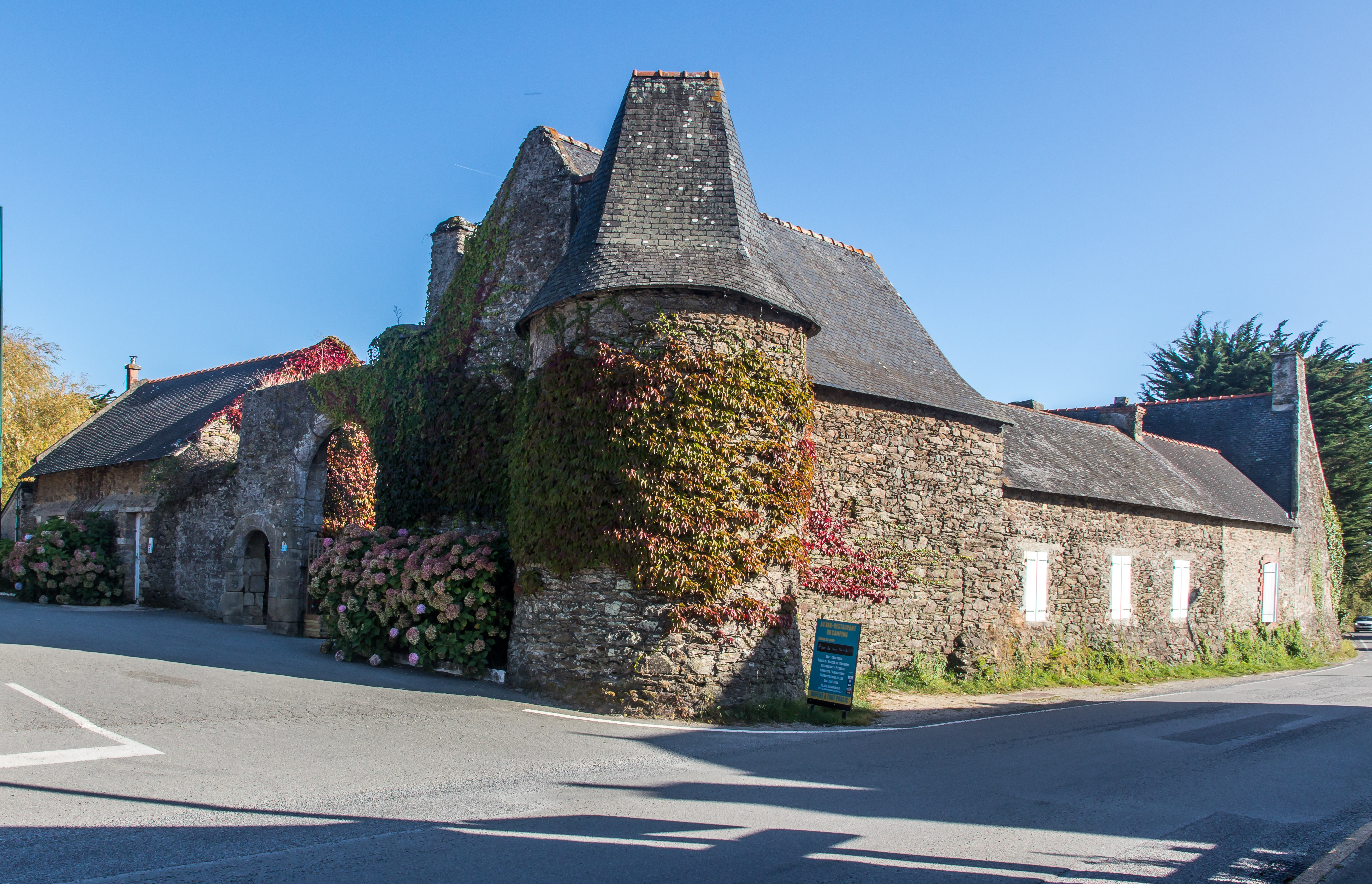
Особняк Керампул

1. 1 2  база данных о французских коммунах — Национальный географический институт Франции, 2015.